# Бенџамин Дизраели
Бенџамин Дизраели, први гроф од Беконсфилда (енгл. Benjamin Disraeli; Лондон, 21. децембар 1804 — Лондон, 19. април 1881) је био британски конзервативни државник и књижевник. Био је члан разних британских влада током три деценије а у два наврата премијер, први јеврејског порекла (мада је Дизраели крштен у англиканској цркви када је имао 13 година). Међу његове највеће политичке успехе убраја се стварање модерне конзервативне странке након поделе око Закона о кукурузу 1846. године.
Иако је био водећа личност протекционистичког крила Конзервативне странке Дизраелијеви односи са другим лидерима партије, нарочито са лордом Дербијем, били су често напети. Њихова политичка мишљења приближила су се тек 1850-их година. Од 1852. године Дизраелијева каријера је обележена ривалитетом са Вилијамом Гледстоном који је настојао да постане вођа Либералне странке. У овом сукобу велики значај за Дизраелија је имала подршка коју му је пружила краљица Викторија која није била наклоњена Гледстону од његовог првог премијерског мандата 1870-их година. Године 1876. Дизраели је ушао у друштво британских перова као гроф од Беконсфолда. Дизраели је био члан Доњег дома Британског парламента готово 40 година.
Пре и током политичке каријере Дизраели је био познат и као књижевни стваралац и значајна фигура ондашњег британског друштва. Ипак његови романи се не убрајају у класике викторијанске књижевности. Углавном је писао романсе као што су Сибил и Вивијан Греј.

### Електронска издања
- Works by Бенџамин Дизраели in eBook form на сајту
- Бенџамин Дизраели на сајту Пројекат Гутенберг (језик: енглески)
- Бенџамин Дизраели на сајту Internet Archive (језик: енглески)
- Бенџамин Дизраели на сајту LibriVox (језик: енглески)